# Tomás Medina
Pour les articles homonymes, voir Medina.
Tomás Medina Menéndez (juin 1803 - février 1884) est un homme politique salvadorien. Il est président par intérim du Salvador du 1er au 3 février 1848. 

## Biographie
Tomás Medina a commencé sa vie publique en 1833 en étant élu à l'Assemblée, puis sénateur jusqu'en 1848. En février de la même année, il occupe la présidence de la République en tant que sénateur jusqu'à ce que le vice-président José Félix Quirós assume la présidence. 
En 1852, il est élu vice-président du Salvador pour deux ans sous la présidence de Francisco Dueñas. 